# Orovnica
Orovnica (in ungherese Oromfalu) è un comune della Slovacchia facente parte del distretto di Žarnovica, nella regione di Banská Bystrica.